# Ordre de bataille unioniste de Hoke's Run
Le département de Pennsylvanie représenté l'armée de l'Union à la bataille de Hoke's Run (2 juillet 1861) au cours du début de la guerre de Sécession. Bien que la force complète traverse le fleuve Potomac, en Virginie, la première et la sixième brigades sont principalement engagées.

## Abréviations utilisées

### Grade militaire
- MG = Major général
- BG = Brigadier général
- Col = Colonel
- Ltc = Lieutenant-colonel
- Maj = Commandant
- Cpt = Capitaine
- Lt = Lieutenant

### Autre
- (b) = blessé
- mb = mortellement blessé
- † = tué
- (PDG) = capturé

## Département de Pennsylvanie
MG Robert Patterson
| Division                                  | Brigade                                                                                            | Régiments et autres |
| ----------------------------------------- | -------------------------------------------------------------------------------------------------- | --- |
| Première division BG George Cadwallader   | Première brigade Col George H. Thomas                                                              | - 6th Pennsylvania : Col James Nagle - 21st Pennsylvania : Col John F. Ballier - 23rd Pennsylvania : Col Charles P. Dare - Philadelphia City Troop (cavalry) (1ère compagnie) : Cpt Thomas James - 2nd U.S. Cavalry (3 Compagnies) - Heavy Artillery, 1 Battery : Cpt Abner Doubleday                                                                    |
| Première division BG George Cadwallader   | Troisième brigade BG Alpheus S. Williams                                                           | - 7th Pennsylvania : Col William H. Irwin - 8th Pennsylvania : Col A.H. Emley - 10th Pennsylvania : Col Sullivan A. Meredith - 20th Pennsylvania : Col William H. Gray |
| Première division BG George Cadwallader   | Quatrième brigade Col Dixon S. Miles (jusqu'au 17 juin) Col. J. C. Longenecker                     | - 9th Pennsylvania : Col Henry C. Longnecker - 13th Pennsylvania: Col Thomas A. Rowley - 16th Pennsylvania : Col Thomas A. Ziegle - 2nd & 3rd U.S. (détachments) : Maj Sheppard |
| Deuxième division MG William H. Keim      | Deuxième brigade BG G. C. Wynkoop                                                                  | - 1st Pennsylvania : Col Samuel Yohe - 2nd Pennsylvania : Col Frederick S. Stumbaugh - 3rd Pennsylvania : Col Francis P. Minier |
| Deuxième division MG William H. Keim      | Cinquième brigade BG J. S. Negley                                                                  | - 14th Pennsylvania : Col John W. Johnston - 15th Pennsylvania : Col Richard A. Oakford - 24th Pennsylvania : Col Joshua T. Owen |
| Deuxième division MG William H. Keim      | Sixième brigade Col. J. J. Abercrombie                                                             | - 4th Connecticut : Col Levi Woodhouse - 2nd Massachusetts : Col George H. Gordon - 11th Pennsylvania : Col Phaon Jarrett - Philadelphia Independent Rangers : Cpt McMullen - 1st Wisconsin : Col John C. Starkweather |
| Troisième division MG Charles W. Sandford | Septième brigade Col Charles P. Stone                                                              | - 1st New Hampshire : Col Mason Tappan - 9th New York State Militia : Col John W. Styles - 17th Pennsylvania : Col Francis E. Patterson - 25th Pennsylvania (Compagnies D, F, G, I & K) : Col Henry L. Cake - District of Columbia (détachement) : Cpt Smead - U. S. Cavalry : Cpt Magruder - 4th United States Artillery Battery F : Lt Alexander Piper |
| Troisième division MG Charles W. Sandford | Huitième brigade Col C. Schwarzwaelder Col Daniel Butterfield                                      | - 5th New York State Militia : Col C. Schwarzwaelder - 12th New York State Militia : Col Daniel Butterfield - 19th New York : Col John S. Clarke - 28th New York : Col Dudley Donnelly |
| Non rattaché                              | - 11th Indiana : Col Lew Wallace - 1st U. S. Artillery, Battery E - 1st U. S. Artillery, Battery H | |